# Saga Gull-Þóris
La Saga Gull-Þóris o Saga de Þórir el del oro (también conocida como saga de los habitantes del fiordo de Þorskafjörður) es una de las sagas islandesas y de las últimas escritas al final del periodo de las sagas. El argumento trata de un colono llamado Þórir Oddsson y su padre, Oddi skrauta, llegan a Islandia y fundan un asentamiento en Þorskafjörður. Þórir marcha a la guerra y obtiene muchas riquezas en Finnmark que comparte con su vecino Hall, aunque posteriormente surgen desacuerdos y disputas. Una de las peculiaridades de la saga es la aparición de dragones, unas criaturas que guardaban un tesoro de oro en una cueva al norte de Dumbshaf (Mar de Dumbur), que Þórir es capaz de apoderarse. Los dragones fueron una vez vikingos y la saga menciona que el mismo Þórir se convirtió en serpiente y llevó consigo los cofres de oro hasta Gullfoss en Þorskafjörður.

## Observaciones
1. ↑  En islandés, los habitantes de este fiordo se llaman Þorskfirðingar, de ahí el título alternativo de esta saga, Þorskfirðinga saga.
2. ↑  Dumbr: Así según el Codex Trajectinus 1374ˣ, y el códice AM 744 4º ˣ. El nombre de étuno y de rey Dumbr (moderno: Dumbur) puede tratarse del substantivo dumbur, dumbi ‘mudo’, el adjectivo dumbur ‘mudo’ o, tal vez, de un derivado del substantivo (feroés) dumba f. ’niebla; nube de polvo’. Si esta última derivación es correcta, Dumbr sería uno más de los nombres de étunos relacionados con fenómenos atmosféricos o fuerzas naturales (Motz 1987, 304). La variante dvmr debe de ser un error de copista. Como nombre de étuno, Dumbr sólo está atestiguado en las þulur, en la Allra flagða þula y en las rímur (cf. Finnur Jónsson 1926-8: Dumbr), pero en la Egils saga einhenda hay un rey con este nombre (cf. cap. 3, FSN III, 398: Dumbr konungr úr Dumbshafi ‘el rey Dumbr de Dumbshaf’). El talasónimo. Dumbshaf (literalmente, ‘’Mar de Dumbr’’) es mencionado en diversas fuentes (p. ej. en la Flateyjarbók 1860-8, I, 22). Ásgeir Blöndal Magnússon, en su diccionario etimológico del islandés, pàg. 135a, atribuye al constituyente dumb- el significado ‘dökk-’ (es decir, oscuro, tenebroso). Si su explicación es acertada, el nombre de este mar debe interpretarse como Mar oscuro, Mar tenebroso.

- Datos: Q1117976